# Ондрезел
Ондрезел (фр. Andrezel) је насељено место у Француској у региону Париски регион, у департману Сена и Марна.
По подацима из 2011. године у општини је живело 299 становника, а густина насељености је износила 37,0 становника/km².

## Демографија
| 1962. | 1968. | 1975. | 1982. | 1990. | 2011. |
| ----- | ----- | ----- | ----- | ----- | ----- |
| 229   | 230   | 282   | 243   | 358   | 299   |